# Équipe de Belgique de football en 1970
Maillots
Chronologie
Saison précédente Saison suivante
L'équipe de Belgique de football participe en 1970 à sa cinquième phase finale de Coupe du monde dont cette édition se tient au Mexique du 31 mai au 21 juin.

## Objectifs
Après seize longues années d'absence à ce stade de la compétition, la Belgique pourrait se contenter de sa seule présence en phase finale mais, uniques qualifiés sortis d'un groupe éliminatoire extrêmement relevé avec notamment la Yougoslavie, finaliste du dernier championnat d'Europe en Italie, et l'Espagne, vainqueur en 1964, les Diables Rouges abordent la Coupe du monde avec l'ambition de franchir le cap du premier tour pour la première fois de leur histoire.

## Résumé de la saison
Versée dans un groupe relevé en compagnie de l'Espagne, la Yougoslavie et la Finlande, la Belgique parvient à se qualifier pour la Coupe du monde 1970 en déjouant les pronostics. L'équipe est emmenée par les attaquants Johan Devrindt et Odilon Polleunis, auteurs respectivement de six et cinq buts sur les quatorze inscrits par la Belgique durant les qualifications. Durant la phase finale, la Belgique remporte sa première victoire en Coupe du monde face au Salvador (3-0) mais est ensuite battue par l'URSS (1-4) et le Mexique (0-1), deux défaites signifiant son élimination. Les joueurs les plus en vue sont l'attaquant Raoul Lambert et le milieu Wilfried Van Moer, qui inscrivent chacun deux buts durant le tournoi.

## Bilan de l'année
La campagne est considérée comme un échec car, si toutefois les Diables Rouges enregistrent leur première victoire en phase finale d'une Coupe du monde et si l'une des deux places qualificatives semblait résolument dévolue à l'URSS, les quarts de finale semblaient largement à la portée des Belges au vu de l'opposition au sein de leur poule qui s'est avérée, avec le Mexique et le Salvador, être sensiblement plus faible comparée aux trois autres groupes.

### Coupe du monde 1970

#### Premier tour (Groupe 1)
| Classement final |                  |     |   |   |   |   |    |    |      |
|                  | Équipe           | Pts | J | G | N | P | BP | BC | Diff |
| 1                | Union soviétique | 5   | 3 | 2 | 1 | 0 | 6  | 1  | +5   |
| 2                | Mexique          | 5   | 3 | 2 | 1 | 0 | 5  | 0  | +5   |
| 3                | Belgique         | 2   | 3 | 1 | 0 | 2 | 4  | 5  | -1   |
| 4                | Salvador         | 0   | 3 | 0 | 0 | 3 | 0  | 9  | -9   |

| 31 mai  | Union soviétique | 0 | 0 | Mexique  |
| 3 juin  | Belgique         | 3 | 0 | Salvador |
| 6 juin  | Union soviétique | 4 | 1 | Belgique |
| 7 juin  | Mexique          | 4 | 0 | Salvador |
| 10 juin | Union soviétique | 2 | 0 | Salvador |
| 11 juin | Mexique          | 1 | 0 | Belgique |

## Les matchs
| Match amical                                                     | Belgique               | 1 - 3   | Angleterre               | Stade Emile Versé Anderlecht, Belgique             |                                                    |
| 25 février 1970 · 19:30 heure locale · Historique des rencontres | Dockx 58e              | (0 – 1) | Ball 27e 61e · Hurst 55e | Spectateurs : 20 594 Arbitrage : Antonio Sbardella | Spectateurs : 20 594 Arbitrage : Antonio Sbardella |
| 25 février 1970 · 19:30 heure locale · Historique des rencontres | Rapport (RBFA) Rapport |         |                          | Spectateurs : 20 594 Arbitrage : Antonio Sbardella | Spectateurs : 20 594 Arbitrage : Antonio Sbardella |

| Coupe du monde 1970 Premier tour - Groupe 1                  | Belgique                              | 3 - 0   | Salvador | Stade Azteca Mexico, Mexique                      |                                                   |
| 3 juin 1970 · 16:00 heure locale · Historique des rencontres | Van Moer 12e 54e · Lambert 79e (pen.) | (1 – 0) |          | Spectateurs : 92 205 Arbitrage : Andrei Rădulescu | Spectateurs : 92 205 Arbitrage : Andrei Rădulescu |
| 3 juin 1970 · 16:00 heure locale · Historique des rencontres | Rapport (FIFA) Rapport (RBFA)         |         |          | Spectateurs : 92 205 Arbitrage : Andrei Rădulescu | Spectateurs : 92 205 Arbitrage : Andrei Rădulescu |

Note : Première rencontre officielle entre les deux nations.
| Coupe du monde 1970 Premier tour - Groupe 1                  | Union soviétique                                   | 4 - 1   | Belgique    | Stade Azteca Mexico, Mexique                     |                                                  |
| 6 juin 1970 · 16:00 heure locale · Historique des rencontres | Bychovets 14e 63e · Asatiani 57e · Khmelnitsky 76e | (1 – 0) | Lambert 86e | Spectateurs : 95 261 Arbitrage : Rudolf Scheurer | Spectateurs : 95 261 Arbitrage : Rudolf Scheurer |
| 6 juin 1970 · 16:00 heure locale · Historique des rencontres | Rapport (FIFA) Rapport (RBFA)                      |         |             | Spectateurs : 95 261 Arbitrage : Rudolf Scheurer | Spectateurs : 95 261 Arbitrage : Rudolf Scheurer |

| Coupe du monde 1970 Premier tour - Groupe 1                   | Mexique                       | 1 - 0   | Belgique | Stade Azteca Mexico, Mexique                              |                                                           |
| 11 juin 1970 · 16:00 heure locale · Historique des rencontres | Peña 14e (pen.)               | (1 – 0) |          | Spectateurs : 108 192 Arbitrage : Ángel Norberto Coerezza | Spectateurs : 108 192 Arbitrage : Ángel Norberto Coerezza |
| 11 juin 1970 · 16:00 heure locale · Historique des rencontres | Rapport (FIFA) Rapport (RBFA) |         |          | Spectateurs : 108 192 Arbitrage : Ángel Norberto Coerezza | Spectateurs : 108 192 Arbitrage : Ángel Norberto Coerezza |

| Match amical                                                      | Belgique     | 1 - 2                  | France          | Stade du Heysel Laeken, Belgique                  |                                                   |
| 15 novembre 1970 · 15:00 heure locale · Historique des rencontres | Van Moer 73e | (0 – 0)                | Molitor 50e 77e | Spectateurs : 19 937 Arbitrage : Kurt Tschenscher | Spectateurs : 19 937 Arbitrage : Kurt Tschenscher |
| 15 novembre 1970 · 15:00 heure locale · Historique des rencontres |              | Rapport (RBFA) Rapport | Lemerre 79e     | Spectateurs : 19 937 Arbitrage : Kurt Tschenscher | Spectateurs : 19 937 Arbitrage : Kurt Tschenscher |

| Championnat d'Europe 1972 Éliminatoires - Groupe 5                | Belgique               | 2 - 0   | Danemark | Stade Albert Dyserynck Bruges, Belgique        |                                                |
| 25 novembre 1970 · 20:00 heure locale · Historique des rencontres | Devrindt 17e 37e       | (2 – 0) |          | Spectateurs : 9 697 Arbitrage : John Carpenter | Spectateurs : 9 697 Arbitrage : John Carpenter |
| 25 novembre 1970 · 20:00 heure locale · Historique des rencontres | Rapport (RBFA) Rapport |         |          | Spectateurs : 9 697 Arbitrage : John Carpenter | Spectateurs : 9 697 Arbitrage : John Carpenter |

## Les joueurs
| Joueurs                | Joueurs                   | Amical | CM 1970 | CM 1970 | CM 1970 | Amical | QCE 1972 |
| ---------------------- | ------------------------- | ------ | ------- | ------- | ------- | ------ | -------- |
| Gardiens de but        |                           |        |         |         |         |        |          |
| Jean-Marie Trappeniers | RSC Anderlechtois         | 90     | r       | r       | r       |        |          |
| Jacques Duquesne       | Olympic Club de Charleroi | r      | r       | r       | r       | r      | r        |
| Christian Piot         | Standard de Liège         |        | 90      | 90      | 90      | 90     | 90       |
| Défenseurs             |                           |        |         |         |         |        |          |
| Georges Heylens        | RSC Anderlechtois         | 90     | 90      | 90      | 90      |        | 90       |
| Léon Jeck              | Standard de Liège         | 90     | r       | 90      | 90      | 90     | 90       |
| Nico Dewalque          | Standard de Liège         | 90     | 90      | 90      | 90      | 90     | 90       |
| Jean Thissen           | Standard de Liège         | 90     | 90      | 90      | 90 28e  | 90     | 90       |
| Jacques Beurlet        | Standard de Liège         | r      | r       | r       | r       |        |          |
| Alfons Peeters         | RSC Anderlechtois         |        | r       | r       | r       |        |          |
| Fons Bastijns          | RFC Brugeois              |        |         |         |         | 90     |          |
| Milieux                |                           |        |         |         |         |        |          |
| Wilfried Van Moer      | Standard de Liège         | 90     | 90      | 90      | 90      | 90     | 59e      |
| Jean Dockx             | R Racing White            | 90     | 90      | 90      | 90      | 90     | r        |
| Odilon Polleunis       | K Saint-Trond VV          | 75e    | 79e     | r       | 65e     | r      |          |
| Léon Semmeling         | Standard de Liège         | 90     | 90      | 90      | 90      | 46e    |          |
| Erwin Vandendaele      | RFC Brugeois              | r      | r       | r       | r       | 90     | 90       |
| Jan Verheyen           | K Beerschot VAV           | 75e    | r       | r       | r       | r      | 59e      |
| Maurice Martens        | RSC Anderlechtois         |        | r       | r       | r       | r      | r        |
| Attaquants             |                           |        |         |         |         |        |          |
| Johan Devrindt         | RSC Anderlechtois         | 90     | 90      | r       | 65e     |        | 90       |
| Paul Van Himst         | RSC Anderlechtois         | 90     | 90      | 90      | 90 60e  |        |          |
| Raoul Lambert          | RFC Brugeois              | r      | 79e     | 90      | r       |        | 90       |
| Wilfried Puis          | RSC Anderlechtois         |        | 90      | 90      | 90      |        |          |
| Pierre Carteus         | RFC Brugeois              |        | r       | r       | r       | 90     | 90       |
| Frans Janssens         | K Lierse SK               |        | r       | r       | r       |        |          |
| Jacques Teugels        | Union Saint-Gilloise      |        |         |         |         | 90     |          |
| Johny Thio             | RFC Brugeois              |        |         |         |         | 46e    | 90       |
| André De Nul           | K Lierse SK               |        |         |         |         |        | r        |

Un « r » indique un joueur qui était parmi les remplaçants mais qui n'est pas monté au jeu.
1. 1 2 3  Dernière sélection officielle pour le joueur.
2. 1 2 3 4  Première sélection officielle pour le joueur.
3. 1 2  Premier but officiel pour le joueur.

## Aspects socio-économiques

### Couverture médiatique
| Jour de diffusion                | Match                       | Compétition          | Diffuseur francophone | Diffuseur néerlandophone |
| -------------------------------- | --------------------------- | -------------------- | --------------------- | ------------------------ |
| 25 février 1970                  | Belgique - Angleterre       | Amical               | non diffusé           | non diffusé              |
| 4 juin 1970 (diffusé en différé) | Belgique - Salvador         | Coupe du monde       | RTB                   | BRT                      |
| 6 juin 1970                      | Union soviétique - Belgique | Coupe du monde       | RTB                   | BRT                      |
| 11 juin 1970                     | Mexique - Belgique          | Coupe du monde       | RTB                   | BRT                      |
| 15 novembre 1970                 | Belgique - France           | Amical               | non diffusé           | non diffusé              |
| 25 novembre 1970                 | Belgique - Danemark         | Championnat d'Europe | non diffusé           | non diffusé              |

Source : Programme TV dans Gazet van Antwerpen.

## Sources

### Archives
1. ↑  (nl) « Concentra online archief », sur krantenarchief.concentra.be, Mediahuis.